# Georg-Christian Zinn
Georg-Christian Zinn (* 1964) ist ein Ärztlicher Direktor und Facharzt für Kinderheilkunde sowie Facharzt für Hygiene und Umweltmedizin. Er leitet das Zentrum für Hygiene und Infektionsprävention (ZHI) des Labordiagnostikdienstleisters Bioscientia. 

## Leben
Georg-Christian Zinn ist ein Sohn des hessischen Politikers und Ministerpräsidenten Georg-August Zinn. 1983 erlangte er das Abitur und qualifizierte sich zum Staatlich geprüften Chemisch-technischen Assistenten. Anschließend studierte er von 1984 bis 1990 Humanmedizin in Mainz und Valencia. 1992 wurde er in Mainz mit der Dissertation Inhalativer bronchialer Propranolol und Carbacholtest promoviert. Er absolvierte ab 1991 eine Facharztausbildung in Kinderheilkunde bei den Helios Dr. Horst Schmidt Kliniken Wiesbaden und der Kreuznacher Diakonie, die er 1996 mit der Facharztprüfung abschloss. 1998 wurde er Mitarbeiter des Instituts für Umweltmedizin und Krankenhaushygiene des Universitätsklinikum Freiburg bei Franz Daschner. Er übernahm die Position des Ärztlichen Leiters des Beratungszentrums für Hygiene (BZH) des Instituts für Umweltmedizin und Krankenhaushygiene am Universitätsklinikum Freiburg. Nach seiner Ausbildung in Freiburg bestand er 2002 die Facharztprüfung Hygiene und Umweltmedizin. 2006 wurde er Leitender Hygieniker bei Bioscientia am Institut für medizinische Diagnostik in Ingelheim. Am dortigen Zentrum für Hygiene und Infektionsprävention (ZHI) wurde er 2008 Leitender Arzt, 2015 Ärztlicher Direktor und 2018 schließlich Direktor.